# Fürstentum Chalais
Die Herrschaft Chalais, später das Fürstentum Chalais mit Zentrum auf dem Schloss Chalais im Ort Chalais im Département Charente ist seit dem Ende des 10. Jahrhunderts bezeugt. Sie ging im 12. Jahrhundert an Pierre, Vicomte de Castillon, dann an seinen jüngeren Sohn Olivier und dessen Nachkommen. Nach dem Tod von Hélie de Chalais (um 1294), ging die Herrschaft an dessen Schwester Agnès und ihren Ehemann Hélie, Seigneur de Grignols († 1321), vermutlich Nachkommen einen jüngeren Sohnes von Acharmbaud II., genannt Talleyrand, Comte de Périgord. Chalais blieb in deren Nachkommenschaft und Charles de Chalais nahm 1443 die Titel Prince de Chalais an. Diese Familie ist es, die im 18. Jahrhundert den Namen Talleyrand-Périgord trug.

## Herren von Chalais
- Pierre, Vicomte de Castillon
- Olivier, Seigneur de Chalais, dessen Sohn
- Agnès, Dame de Chalais, dessen Tochter; ⚭ Hélie († 1321/26), Seigneur de Grignols
- Raymond, Seigneur de Grignols et de Chalais, deren Sohn; ⚭ 1321 Marguerite, Tochter von Adhémar, Seigneur de Beynac
- Boson (1340/76 bezeugt), Seigneur de Grignols et de Chalais, deren Sohn; ⚭ Battana, Co-Dame de Berbiguières
- Hélie († nach 1402), Seigneur de Grignols et de Chalais, deren Sohn; ⚭ (Ehevertrag 1375) Assalide, Vicomtesse de Fronsac, Tochter von Guillaume de Pommiers
- François (I.) († 1452/53), Vicomte de Fronsac, Seigneur de Grignols, de Chalais et de Fougueyrolles, deren Sohn; ⚭ um 1420 Marie de Brébant († nach 1458), Dame de Busoches, Tochter von Pierre de Bréban, genannt Clignet, Admiral von Frankreich

## Fürsten von Chalais
- Charles (I.) († nach 1474), Seigneur, 1443 Prince de Chalais, Vicomte de Fronsac, Seigneur de Grignols et de Fougueyrolles, deren Sohn; ⚭ 1443 Marie Tranchelyon
- Jean (I.) († nach 1517), Prince de Chalais, Vicomte de Fronsac, Seigneur de Grignols et de Fougueyrolles, deren Sohn; ⚭ 1478 Marguerite, Tochter von Agne IV., Seigneur d'Oliergues (Haus La Tour d’Auvergne)
- François (II.) († vor 1557), Prince de Chalais, Vicomte de Fronsac, Seigneur de Grignols et de Fougueyrolles, deren Sohn; ⚭ 1518 Gabrielle, Tochter von Bertrand de Salignac
- Julien († nach 1575), Prince de Chalais, Vicomte de Fronsac, Seigneur de Grignols et de Fougueyrolles, deren Sohn; ⚭ um 1550 Jacquette de La Touche († nach 1583), Tochter von François de La Touche, Seigneur de La Faye
- Daniel († vor 1618), Prince de Chalais, Seigneur, dann Comte de Grignols, Vicomte de Fronsac, Seigneur de Fougueyrolles, deren Sohn; ⚭ 1587 Jeanne de Montesquiou, Dame, dann Marquise d'Excideuil, Baronne de Beauville et de Mareuil, Tochter von Blaise, Seigneur de Montluc
- Charles (II.) (* wohl 1596; † 1644), Prince de Chalais, Marquis d'Excideuil, Baron de Mareuil, deren Sohn; ⚭ 1637 Charlotte, Tochter von Léonard, Vicomte de Pompadour
- Henri (* wohl 1596; † 1626), Comte de Chalais, dessen Bruder; ⚭ 1622 Charlotte († 1659), Tochter von Pierre de Castille
- Adrien Blaise, Prince de Chalais etc. (* 1638; † 1670), Sohn von Charles, musste Frankreich Duell La Frette–Chalais 1663 verlassen; ⚭ 1659 Marie-Anne de La Trémoille, genannt La Princesse des Ursins, Tochter von Louis II. de La Trémoille, Duc de Noirmoutier (* 1642; † 1722), (Haus La Trémoille)
- Jean (II.), Prince de Chalais etc. (* 1641/42; † 1731), dessen Bruder; ⚭ 1676 Julie (* wohl 1650; † 1741), Tochter von Philibert de Pompadour, Marquis de Laurière
- Jean Charles (* 1678; † 1757) Prince de Chalais etc., deren Sohn; ⚭ 1722 Marie-Françoise de Rochechouart (* 1686; † 1771), Tochter von Louis I. de Rochechouart, Duc de Mortemart, (Haus Rochechouart)
- Marguerite (* 1727; † 1775), Princesse de Chalais etc., deren Tochter; ⚭ 1743 Gabriel Marie de Talleyrand-Périgord (* 1726; † 1795) Comte de Grignols, Grande von Spanien
- Hélie Charles (* 1754; † 1829), Prince de Chalais, Comte de Grignols, 1814 Duc de Périgord, Pair de France, deren Sohn; ⚭ 1778 Marie-Charlotte de Baylens (* 1760; † 1828), Tochter von Charles Léonard de Baylens, Marquis de Poyanne
- Augustin-Elie (* 1788; † 1879), Prince de Chalais, Duc de Périgord, Pair de France, Grande von Spanien, deren Sohn; ⚭ 1807 Appoline (* 1788;† 1866), Tochter von César, Comte de Sainte-Suzanne
- Élie (* 1809; † 1883), Prince de Chalais, Duc de Périgord, Grande von Spanien, deren Sohn; ⚭ 1832 Elodie de Beauvilliers († 1834), Tochter von Raymond François de Beauvilliers, Duc de Saint-Aignan (Haus Beauvilliers)
- Cécile (* 1854; † 1890), Princesse de Chalais, Grande von Spanien, deren Nichte; ⚭ 1873 Laure Henri Gaston de Galard de Brassac, Comte de Béarn, Marquis de Brassac († 1893)